# Iļģuciems
Iļģuciems es un barrio de la ciudad de Riga, Letonia.

## Superficie
Posee una superficie de 2,442 kilómetros cuadrados (244,2 hectáreas).

## Población
Hasta 2021 presentaba una población de 21 399 habitantes, con una densidad de población de 8762,8 habitantes por kilómetro cuadrado.

## Transporte

### Rutas
- Autobús: 3, 13, 21, 30, 38, 39, 46, 54.[1]
- Trolebús: 9, 25.[1]
- Tranvía: 5.[1]
- Autobús expreso: 346.[1]